# Брэнд, Стивен
Сти́вен Брэнд (англ. Steven Brand, род. 26 июня 1969, Данди, Шотландия) — шотландский актёр.

## Биография
Стивен Брэнд родился 26 июня 1969 года в шотландском городе Данди.
С 1986 по 1991 год изучал психологию в Эдинбургском университете. Затем, увлёкшись театром, он поступает в Гилдхоллскую школу музыки и театра, которую оканчивает в 1993 году.
Свою первую небольшую роль Брэнд сыграл в детективном телесериале Таггерт в 1984 году.
Звёздной для Брэнда стала роль царя Мемнона в триллере «Царь скорпионов», который вышел в 2002 году и является спин-оффом фильма «Мумия возвращается». Другая более заметная роль актёра — доктор Росс Крэйвен
в девятой серии франшизы «Восставший из ада», выпущенной на видео осенью 2011 года.
На данный момент на счету актёра 44 фильма и сериала.

## Фильмография
Полужирным начертанием выделены названия проектов, наиболее значимых в карьере Стивена Брэнда.
| Год         | Название                              | Роль                              | Примечания, номинации и награды |
| ----------- | ------------------------------------- | --------------------------------- | ------------------------------- |
| 1983        | Таггерт                               | Питер Лэтхэм                      |                                 |
| 1986        | Катастрофа                            | Адам Кук                          |                                 |
| 1991 — 1993 | Нежные майские цветы                  | Том Сержант                       |                                 |
| 1992        | Биение сердца                         | Доктор Ян Питерс                  |                                 |
| 1994        | Большой бедлам                        | Тёрнбол                           |                                 |
| 1998        | Мстители                              |                                   |                                 |
| 2000 — 2007 | C.S.I.: Место преступления            | Доктор Малага                     |                                 |
| 2001 — 2002 | Разум женатого мужчины                | Эндрю                             |                                 |
| 2002        | Царь скорпионов                       | Мемнон                            |                                 |
| 2003        | Дневник Елены Римбауэр                | Джон Римбауэр                     |                                 |
| 2003        | Морская полиция: Спецотдел            | Ян Альфред Хитч                   |                                 |
| 2003        | Таинственная женщина                  | Элиот МакКалистер                 |                                 |
| 2003        | Спокойная жизнь                       | Уайт                              |                                 |
| 2005        | МакБрайд: Убийца-Хамелеон             | Хансон Коллер                     |                                 |
| 2005        | Смертельный рейс                      | Пол Фицпатрик                     |                                 |
| 2005        | Пойнт Плезант                         | Грэхэм                            |                                 |
| 2006        | Хеллсинг                              | Александр Андерсон                | озвучка, английская версия      |
| 2007        | Форсаж да Винчи                       | Майкл Наззаро                     |                                 |
| 2008        | Беверли-Хиллз, 90210: Новое поколение | Джейсон Эпштейн                   |                                 |
| 2009        | Морская полиция: Лос-Анджелес         | Юэн Крэйг                         |                                 |
| 2011        | Восставший из ада 9: Откровение       | Доктор Росс Крэйвен               |                                 |
| 2013        | Спасение Линкольна                    | Нед Бэйкер                        |                                 |
| 2014-2015   | Волчонок                              | Доктор Габриэль Валак             |                                 |
| 2015        | Секреты и ложь                        | Джозеф                            |                                 |
| 2015        | The Order: 1886                       | Commissioner Doyle, Lord Dunglass | озвучка видеоигры               |
| 2017        | Погром                                | Джон «Босс» Тауэрс                |                                 |
| 2023        | Пила X                                | Паркер Сирс                       |                                 |